# Eriocaulon depauperatum
Eriocaulon depauperatum är en gräsväxtart som beskrevs av Elmer Drew Merrill. Eriocaulon depauperatum ingår i släktet Eriocaulon och familjen Eriocaulaceae. Inga underarter finns listade i Catalogue of Life.